# Bambuscopus aureolus
Bambuscopus aureolus är en stekelart som först beskrevs av Tosquinet 1903.  Bambuscopus aureolus ingår i släktet Bambuscopus och familjen brokparasitsteklar. Utöver nominatformen finns också underarten B. a. ornatiscutis.